# Folk
| Folk |
| --- |
| Friheten på barrikaderna (fr. La Liberté guidant le peuple) av Eugène Delacroix. Målningen illustrerar en vänsterpolitisk användning av ordet folk (här i väpnad kamp för ökade rättigheter). - Betydelse – grupp människor med egen prägel; den "vanliga" befolkningen, motsatt en elit - Bakgrund – från 600-talet - Olika ord – folk och folkslag - Relaterade begrepp – etnisk grupp (folkgrupp), etnicitet (tillhörighet till etnisk grupp), nation, nationalitet |

Folk eller folkslag är två benämningar för en större grupp människor som delar gemensamma egenskaper gällande  utseende och levnadsmönster. Begreppet folk är ofta kopplat till en nation, det vill säga en självstyrande eller självständig enhet med en egen befolkning eller en majoritetsbefolkning som har utropat självstyre och gör anspråk på ett landområde. Folk kan även syfta på en språkligt eller religiöst särpräglad del av ett lands befolkning.
Folkslag och folkgrupp är två sidoformer med delvis olika betydelse. Det förra har en äldre historia (i svenska språket sedan 1659), och det andra är en nyare benämning som i modern skrift används omväxlande (men inte synonymt) med etnisk grupp.

## Betydelsenära ord
I etnologiska och antropologiska sammanhangen används numera ofta de relaterade begreppen etnicitet och etnisk grupp (från grekiskans ethnos). Det första syftar på en grupptillhörighet hos en individ, det andra är benämningen på denna grupp. Etnicitet och etnisk grupp avser människors identifikation med och känsla av tillhörighet i en viss folkgrupp (av grekiskans ethnos, folkslag), och deras uppfattning om gruppens gemensamma kultur och språk. En assimilerad eller adopterad person kan således kulturellt tillhöra en etnicitet utan att ha sin biologiska härkomst i folkgruppen.
En majoritets- och minoritetsbefolkning i ett land, exempelvis som talar ett minoritetsspråk, kan betecknas ’etnisk grupp’ eller ’folkgrupp’. Etniska svenskar avser personer som kulturellt identifierar sig med Sveriges majoritetsbefolkning och är ett begrepp som förekommer i forskning, men är kontroversiellt eftersom det i den allmänna debatten ofta misstolkas som 'vit' och svensk härkomst, och eftersom en på objektiva grunder urskiljbar grupp inte existerar och ingen statistik förs över etnicitet i Sverige. Medan finnar och finländare avser språkgrupp respektive nationstillhörighet så har ordet svenskar traditionellt båda betydelserna. Att ge begreppet svenskar tolkningen som en etnicitet eller en folkgrupp är ovanligt i dagens svenskspråkiga forskning.

## Definition och användning
Den vanligaste betydelsen av folkbegreppet är en sammanfattande benämning på de människor som bor i eller härstammar från samma land eller stat. Ibland men inte alltid är folk synonymt med nation eller folkgrupp.
Inom statsvetenskap och politisk teori har begreppet folk också betydelsen de som den politiska makten utgår från och ligger då när begreppen medborgare och väljare. Ett exempel är den svenska grundlagens formulering "All offentlig makt utgår från folket". Folket i den här betydelsen ligger nära grekiskans demos.
I nutida sammanhang är ordet folk ett delvis svårdefinierat begrepp, ofta använt inom sociala eller politiska sammanhang om ett kollektiv av människor med vissa gemensamma karakteristika eller i andra sammanhang för att beteckna befolkningens stora massa i ett visst land eller område.

### Vidare betydelse
I vardagslag används ordet folk ibland även för att markera en social tillhörighet. Då syftar ordet på "vanligt folk", folk i allmänhet. Denna betydelse av ordet kan användas politiskt, för att markera avståndet till en besutten elit med påstått orättvis tillgång på makt och resurser.
Ordet har i politiska sammanhang fått delvis olika innebörd, beroende på politisk hemmahörighet hos talaren, En vänsterpolitiker eller -anhängare kan koppla samman ordet med den arbetande klassen och dess kamp emot påstått ekonomiska orättvisor; en nationalistiskt färgad politiker eller sympatisör kan istället använda ordet i samband med det egna folket, vilket då sätts i samband med en nation eller nationalstat.

## Etymologi
Ordet folk kommer från det fornsvenska ordet med samma stavning ('mängd', 'skara'). Det stammar ursprungligen från urgermanskans fulka ('krigsskara', 'okänt antal'). Den äldsta belagda referensen i germanska språk är från 700-talet och verkar ha betydelsen 'mängd', 'hop', 'skara' (tyska: viele). Ordet är möjligen besläktat med orden fylka, fylke och fylking, och det har även lånats in i litauiskan som pulkas ('skara') och fornslaviska som plōkō ('krigarskara').
Det betydelsemässigt snarlika latinska ordet vulgus ('människoskara') är sannolikt inte besläktat, eftersom ljudförändringen till f inte skedde från v utan istället från indogermanskans p; en framkastad hypotes är istället släktskap med latinets plēbs/plēre ('människoskara'). Även latinets pōpulus ('folkgemenskap') har ansetts vara en språklig släkting, liksom det svenska ordet full.